# Korsett

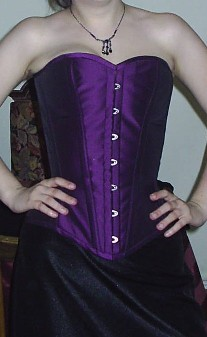
Korsett

Korsett (franska corset, diminutiv av fornfranska cors, latin corpus ’kropp’) är ett underplagg. Den associeras främst med kvinnor men har också burits och bärs av män. Korsettens huvudsakliga uppgift är att forma kroppen efter modet och rådande skönhetsideal samt att se till så att klädesplagg sitter som de ska. De används även tidvis av medicinska skäl, då som stödkorsett. 
I äldre tid bestod korsetten av snörliv av läder med järnskenor, senare av tyg med skenor av metall, valfiskben, trä eller snöre. Numera kallas även plagg av elastiskt tyg, med eller utan snörning, felaktigt för korsett. I strikt mening bör dessa kallas korseletter, torseletter, korsettliv eller bustiers beroende på utformning. 
Napoleon lär en gång ha sagt till Jean-Nicolas Corvisart: 
"Korsetten är människosläktets stormördare."

## Historia

### Tidig historia

Korsett och liv till Hedvig Elisabeth Charlottas brudklänning, 1774. Livrustkammaren.

Den troligen första avbildningen av en korsett spåras till omkring 1500 f.Kr., i livstycket på den så kallade Ormgudinnan, en lerfigur från Knossos-palatset på Kreta. Livstycket exponerar brösten och är hårt åtdraget om livet ungefär som en korsett.
Under mitten och andra hälften av 1500-talet blev korsetten eller snörlivet modern i den europeiska modedräkten för både män och kvinnor. Korsetten introducerades i Frankrike från Italien av Katarina av Medici och blev sedan ansedd som en oumbärlig del av det franska klädmodet. Det var då en lång snäv bodice med förstärkningar av skenor i järn eller valben. Den här typen av korsett syftade främst till att skapa en slät front på framsidan av överkroppen, där kläderna ofta var rikligt dekorerade, och handlade inte om att snöra in midjan utan om att visa en kontrast mellan kroppens släta stelhet nedanför en urringning där bröstens mjukhet pöste upp, eftersom snörlivet pressade bysten uppåt, och modellen var inte konstruerad för att dras åt så hårt i midjan.
Denna korsettmodell användes från 1500-talet till och med 1700-talet: den blev mer triangulär under 1700-talet, men även under detta sekel var snörlivets främsta uppgift fortfarande inte att snöra fram en smal midja utan att släta till fronten av figuren och få brösten att pösa upp ur urringningen, och även om det under 1700-talet förekom skämtteckningar med karikatyrer av kvinnor som snörde sig för hårt, så var snörliven under 1700-talet fortfarande inte konstruerade för hårdsnörning av midjan, och även arbetarkvinnor kunde använda dem under arbetet utan att påverkas - den enda restriktionen var att bäraren kunde ha svårt att böja sig ned.

### 1800-talet
Under perioden 1795–1825 föreskrev modet midjelösa klänningar, och korsetten användes enbart för att lyfta och stödja bysten, eftersom midjan inte syntes. 
År 1804 kom en modell bestående av ett litet elastiskt liv av linne som täckte bysten, från axlarna och ner till den högt placerade midjan. Ytterligare modeller kom under dessa år. 1806 försågs den med valben och placetett. 1808 kom ett snörliv med avsikt att platta till magen och höfterna för att få en smalare och mer välformad figur. Korsetten som blev känd under namnet à la Ninon, som var gjord av valben och enbart en planchett som gav styvhet. Denna modell skapades 1808 av specialisten A. Bertel.

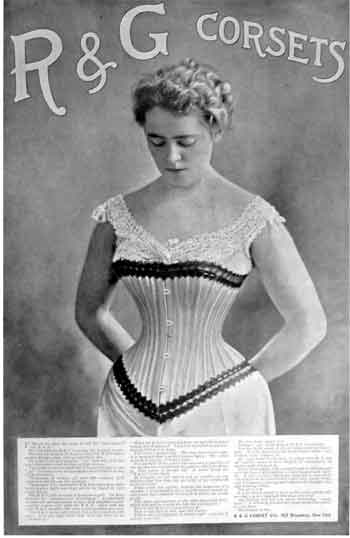
1800-talets tekniska landvinningar gjorde korsetten effektiv och hälsovådlig. Korsettannons från 1898, som visar 1800-talets typiska korsettmodell.

Under 1820- och 30-talet försvann det midjelösa modet, midjan hamnade på sin naturliga plats och en smal midja kom därefter att bli ett av modets grundläggande skönhetsideal fram till 1920-talet. 1800-talets korsett skilde sig radikalt från de förra seklens snörliv genom att den konkret var till för att snöra ihop midjan, och tekniska framsteg hade gjort det möjligt att göra detta mycket effektivt. 

#### Tekniska framsteg
Under 1800-talets gång gjordes stora tekniska framsteg som påverkade korsettindustrin. Uppfinningar som symaskinen, gjord av amerikanen Isaac Merrit Singer 1851, gjorde att man i stället för att bara måttsy korsetter och underkläder kunde masstillverka dem. Löstagbara snörskenor med stålskodda söljor och dubbla snören och löstagbara valbens- och stålskenor gjorde också att korsetterna kunde tvättas. Ångpressade modeller var också en nyhet, ett första försök till formpressning som gjorde stor succé. Detta gjorde att korsetter blev tillgängliga för betydligt fler personer än förut, och korsettbruket större än under tidigare sekel. Hyskor och hakar framtill gjorde plaggen lättare att ta av och på, något som också spred användandet, då fler kvinnor fick möjlighet att följa skönhetsidealet. 
Slutligen innebar moderniseringarna att korsetten blev mer effektiv. Detta innebar att korsetten, till skillnad från snörlivet under de tidigare seklen, kunde dras åt betydligt hårdare, och genom sin större flexibilitet kunde den också forma kroppen på ett betydligt mer radikalt sätt utifrån de rådande skönhetsidealen. De elastiska, gummibaserade fibrerna och upptäckten av andra konstfibrer innebar att korsetter kunde göras smidigare och formas bättre utifrån det rådande skönhetsidealet. Stålskenor och valben stöttade på höjden, insnitt med resår gav flexibilitet vid bröst och höfter. En ny uppfinning var planschetten, den styva stålbladsisättningen mitt fram, som stacks in i snörlivet vid snörning. Den nya flexibiliteten användes inte för att göra korsetten mer bekväm för bäraren, utan för att på ett mer effektivt sätt forma och anpassa bärarens kropp utifrån de rådande idealen. 

#### Korsetten och hälsan
Idealet under 1800-talet gjorde att korsetten inte längre var slät och triangulär, som under 1700-talet, utan formade kroppen i kurvor till en timglasfigur, där midjan snördes in mycket hårt. Korsetternas effektivitet och allmänna bruk förorsakade stora hälsoproblem. Mödrar tvingade sina döttrar att börja bära korsetter så tidigt som i 10–12 års ålder, för att tidigt vänja sig och forma deras kroppar. Vuxna kvinnor kunde bära korsetter både natt och dag. Även gravida kvinnor bar korsetter, och korsetter kunde förorsaka både missfall och död i barnsäng. Korsetter för gravida eller ammande kvinnor var utan skenor och hade avknäppbara bröstlappar. Kroppsformen blev helt förvriden av korsetten, och det förekom att inre organ flyttades från sina ursprungliga positioner. Detta bidrog till att många kvinnor dog i förtid. Det förekom sjukdomar som bleksot, en sjukdom som uppkom bland kvinnor under 1830-talet, då korsetten blivit modern, och som försvann igen när den åter blivit omodern. 
De hälsoproblem som förorsakades av korsetterna ledde till varningar och kritik från läkarvetenskapen, och den så kallade korsettkontroversen pågick i press och offentlig debatt under hela 1800-talet fram till att korsetten slutligen blev omodern. Även dräktreformrörelsen arbetade för korsettens avskaffande under andra hälften av 1800-talet. Korsettens förespråkare, stödda av näringslivet och modeindustrin, menade tvärtom att korsetterna var hälsosamma och inte förorsakade vare sig så stor smärta eller skada som påstods av de kritiska rösterna mot korsetten.

### 1900-talet

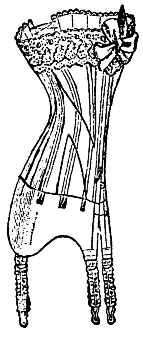
Korsett från 1910. Korsetten började under denna tid bli mindre timglasformad och anpassa sig mer till häloshänsyn.

Vid 1900-talets början följde korsettens form i allt väsentligt kroppens, den lämnade bröstkorgen fri och sträckte sig ett stycke ned över höfterna. År 1900 lanserade Inès Gaches-Sarraute en ny korsettmodell som blev känd som den edvardianska korsetten, eftersom den bars under Edvard VII:s regeringstid (1901–1910). Den nya "hälsokorsetten" skilde sig från den gamla modellen genom att den inte omslöt bröstkorgen och snörde in denna utan endast omslöt höften och midjan från nedanför revbenen. Det innebar att endast själva midjan snördes in och bröst och bröstkorg lämnades fria: bäraren fick därmed möjlighet att andas friare, men att korsetten ändå snörde in buk och höfter gjorde att de inre organen inte knuffades nedåt av snörningen, som in den gamla typen av korsett: den resulterade i den berömda "S-silhuetten" i början av 1900-talet. Den edvardianska korsetten blev på modet, utkonkurrerade den viktorianska korsettmodellen och bars fram till att alla korsetter blev omoderna på 1920-talet. Den var mer hälsosam än den viktorianska korsetten men den har i senare tider ändå kritiserats för att fortsatt vara ohälsosam, särskilt som den oftast snördes alltför hårt. Korsetten gjordes vid denna tid av tyg och fick sin form av på längden insydda fjädrar av aluminium eller valfiskben. I stället för korsett användes emellanåt, under inflytande av dräktreformrörelsen, ett s.k. reformliv, som saknade fjädrar och avsåg att värma även bröst- och övre ryggpartiet.
Under 1910-talet förändrades kroppsidealen och korsetterna började gradvis bli omoderna genom det nya mode som återigen höjde midjan, och på 1920-talet försvann korsetterna slutligen, efter att ha varit en självklar del av kvinnors klädedräkt i hundra år, och idealet med timglasfigur ersattes av en pojkaktigt platt figur. 
I Paris 1943 började modeskaparna Marcel Rochas och Jacques Fath att experimentera med korsettlivet i ett försök att rehabilitera den kvinnliga timglasfiguren. När så andra världskriget var slut och de parisiska modehusen öppnade för vårsäsongen i februari 1947 lät inte sensationen vänta på sig. Christian Diors The New Look tog kvinnan tillbaka i korsetten; än en gång var midjan åtsnörd och bysten upplyft av korsetten, kjolarna var vida och vadlånga och fördes ut av flera lager underkjolar. Upprörda röster talade om "ett bälte som stryper midjan", för det var ett elastiskt midjebälte som Diors mannekänger bar. Korsetteringen sydde man in i dräktjackor och aftonklänningar, med stödjande fjädrar. Den nya silhuetten gjorde ändå succé.Den nya tidens korsett bestod då snarare i ökande utsträckning att ersättas av lättare formande underkläder som gördeln, korseletten och bustiern. Korsetten blev återigen omodern när New Look-stilen blev omodern på 1960-talet.

### 2000-talet
På 2000-talet har korsetten upplevt en renässans som ytterplagg, bland annat i filmen Moulin Rouge! (2001). Korsetter blev vanliga och välkända plagg inom goth-, fetisch- och BDSM-sfärerna.
Dagens kvinnor använder fortfarande en form av korsett som vardagsplagg: BH:ns grundprincip är densamma som korsettens, då dess uppgift är att stödja och forma kroppen.
Idag kan även läkare använda en sorts korsett, denna är dock oftast i hård plast med skumgummi vid revbenen. Den används för att återställa eventuella ryggproblem som till exempel skolios.

## Män i korsett

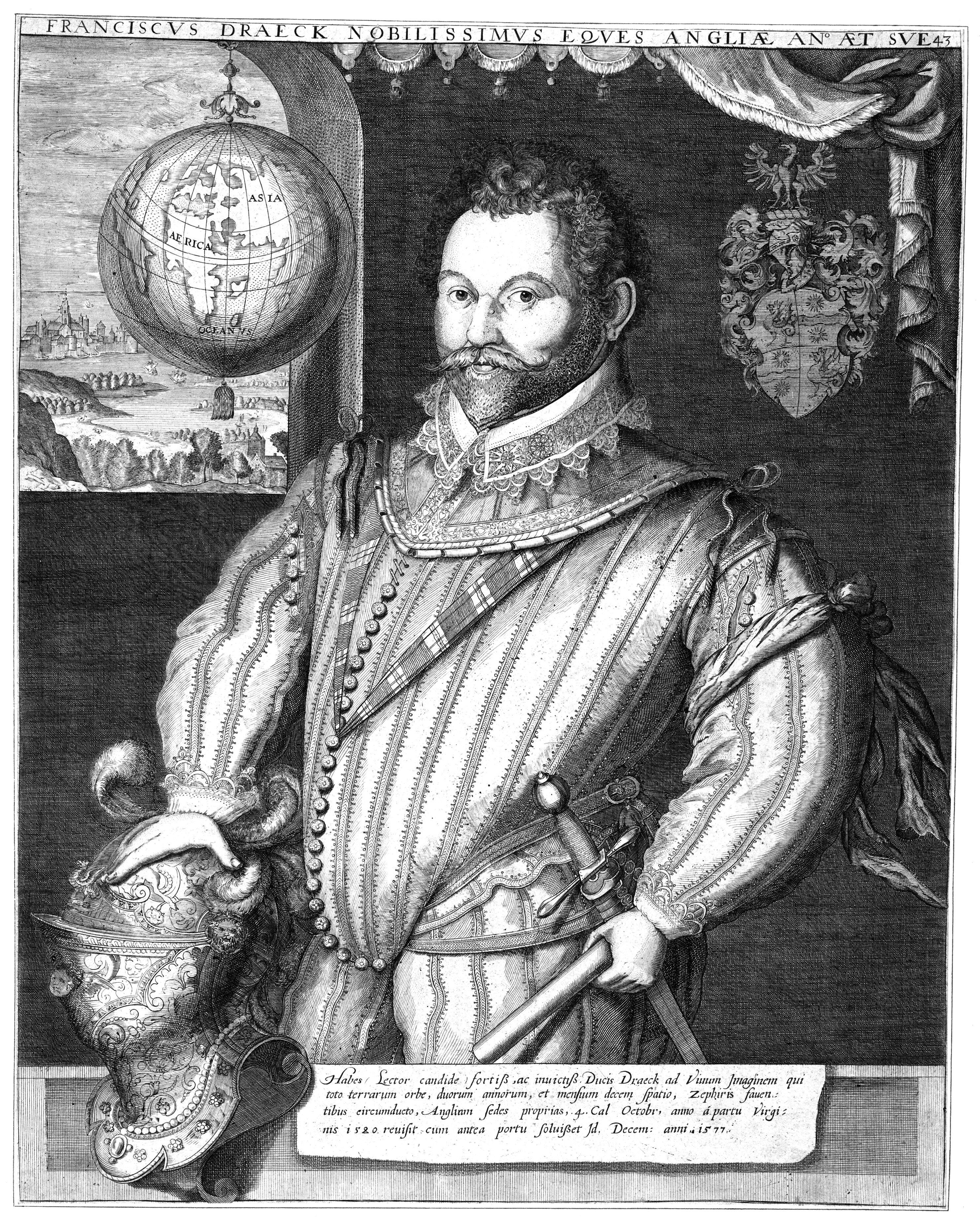
Sir Francis Drake

Korsetten har historiskt använts även av män under perioder när klädmodet motiverade det, även om detta inte har blivit lika uppmärksammat. Under 1300–1400-tal använde männen ett korsettliknande plagg, som användes för att ge kläderna en speciell form.  
Under andra halvan av 1500-talet, när modet för både män och kvinnor föreskrev en slät och snäv front på framsidan av överkroppen, använde båda könen en korsett för att släta ut och forma framsidan av överkroppen i enlighet med modets ideal. Denna gick precis som kvinnans ned i en trekant över kroppen, men den hade inte som hennes en helt slät front utan var vadderad längst ned och högst upp. 
1600-talets korsetter slätade ut och formade framsidan av mannens front för att ge ett mer realistiskt intryck och skapa en platt framsida, samt för att få en rakare och ståtligare hållning. Under 1700-talet blev korsetten omodern för män. 
Under korsettindustrins storhetstid på 1800-talet, när både kvinnor och små flickor bar korsett, rådde en ambivalent hållning till mäns eventuella korsetter, då det dels fanns en önskan att mannens skulle ha en muskulöst hård överkropp och att korsetten kunde åstadkomma en idealisk hårdhet, men också nu började komma ett nytt ideal av att han skulle åstadkomma denna på naturlig väg. 
2011 gick skådespelaren Tom Cruise ut med att han använde en korselett för män. Det är ett elastiskt plagg placerad om mage och midja för att dölja valkar och ge tighta skjortor och t-shirts en snyggare passform.

## Olika typer av korsetter
- Överbystkorsett
- Underbystkorsett
- Bustier
- Waspie
- Waist cincher
- Brudkorsett
- S-korsett
- Ridkorsett
- Amningskorsett